# 스와브노군

서포모제주 지도에 표시된 스와브노군의 위치

스와브노군(폴란드어: powiat sławieński)은 폴란드 서포모제주에 위치한 군으로 군청 소재지는 스와브노이며 면적은 1,043.62km2, 인구는 57,643명(2006년 기준), 인구 밀도는 55명/km2이다.
동쪽으로는 포모제주 스웁스크군, 남서쪽으로는 코샬린, 북서쪽으로는 발트해와 접한다. 6개 지방 자치체(2개 도시, 4개 농촌)를 관할한다.

군기
군 문장